# Guy de Brès
Pour les articles homonymes, voir Brès.
Guy de Brès (ou de Bray), est un pasteur et théologien wallon, réformateur des Pays-Bas, né en 1522 à Mons et mort le 31 mai 1567 à Valenciennes.

## Biographie
Guy de Brès nait à Mons en 1522. Peintre verrier de formation, il dut s'exiler un temps à Londres (1548) après son adhésion à la Réforme.
 Il fit des études théologiques à l'Académie de Lausanne. Il fréquenta Jean Calvin, Théodore de Bèze et Pierre Viret.
Il fut le successeur de Pierre Brully en tant qu'organisateur des Églises réformées des Pays-Bas méridionaux. Il prêcha notamment à Dieppe, Sedan, Lille, Douai, Anvers. De 1559 à 1561, il est ministre résident à Tournai. Il est l'auteur de la Confessio Belgica, confession de foi des calvinistes des Pays-Bas. Ce texte qui fait partie des Trois formes d'unité sert encore de fondement pour nombre d'Églises de tradition réformée, notamment aux Pays-Bas, en Afrique du Sud et en Amérique du Nord. Il est l'un des textes de référence du Staatkundig Gereformeerde Partij, parti protestant conservateur néerlandais.
Le 10 juillet 1565, devant le synode d'Anvers, il plaide en faveur de la réunion des réformés et des luthériens, sur le fondement de la Concorde de Wittemberg.
La nuit du 1er novembre 1565, il jette une copie de sa confession de foi, au-dessus des murs du château de Tournai, où réside Marguerite de Parme, afin d'attirer l'attention de la cour espagnole. Le 31 mai 1567, Guy de Brès est exécuté par pendaison à Valenciennes, pour avoir célébré la sainte Cène. Il meurt en martyr devant une large foule, après avoir une dernière fois exprimé ses convictions.

### Biographie détaillée

#### Guy de Bray ou Guy de Brès?
La famille de Guy de Brès est probablement originaire de la région de Mons où le vocable Bray (B R A Y) se rencontre. Nous connaissons le village de Bray, situé entre Mons et Binche, (à noter qu’il existe aussi des villages de ce nom en Angleterre et en Irlande)  ainsi que Maubray.
Le nom de famille Bray est fort répandu sur ce qui fut jadis la Gaule, il y est connu dès 1066, depuis la Belgique jusque le sud de la France. Nous trouvons ensuite le patronyme Debray dans tout le Hainaut.
Toutefois Guy de Brès n’a pas orthographié son nom Bray mais Brès.
D’où la première question : Guy de Bray ou Guy de Brès ?
À cette époque l’orthographe exacte du nom n’avait pas l’importance qu’elle a de nos jours… Les noms étaient écrits sur base de leur prononciation.
Dans les actes du XVIe siècle les deux orthographes sont utilisées.
Une explication suppose que Guy de Bray aurait latinisé son nom en Brescius (Bresius)  et ensuite retraduit en français Brès.
Le choix de la graphie Bray se justifie :
1. Beaucoup de patronymes dérivent de noms de lieux. Ici il s’agirait du village de Bray
2. Bray en pays flamand se prononce « braille ». Pour éviter cette prononciation Guy de Brès aurait utilisé une orthographe phonétique
3. dans les pièces provenant du Hainaut la graphie est Bray
4. dans la souscription d’une lettre : « à son frère Guy de Bray à Valenciennes »
5. dans les interrogatoires du conseil des troubles l’orthographe est Bray

Et pourtant… Il reste de bonnes raisons de conserver l’orthographe Brès :
- Nous possédons UN SEUL document autographe de Guy de Brès signé Brès.
- Ses ouvrages ont été publiés avec la graphie Brès
- Crespin, auteur du livre des martyrs, connaissait Guy de Brès et utilise cette orthographe dans son livre.

#### Sa famille
Guy de Brès est né au sein d’une famille nombreuse. Son père Jean du Brès, surnommé Jean du béguinage, exerçait le métier de teinturier. Nous ignorons le nom de sa mère.

Guy aurait été le cadet de la famille.
L’aîné, né 8 ans avant Guy (soit vers 1514) se nommait Jean, comme le père. Et était teinturier. En 1562 il fut inquiété par l’inquisition pour avoir assisté son frère Christophe dans sa fuite à Anvers. Il était connu pour ne pas assister à la messe et certains le surnommaient « huguenoi ». Un témoignage informe que dans sa maison, à Manuy, il possédait une bible.
Christophe, un autre frère, suivra les traces du réformateur. Un acte du conseil des troubles le déclare verrier. Obligé de par son métier de voyager, il en profitait pour se livrer à du colportage biblique. Avant 1657 il résidait à Anvers et tenait des cultes secrets.
Jérôme Du Bray, teinturier, fut également inquiété par l’Inquisition.
Guy de Brès est né à Mons, dans une lettre il se déclare Montois. (Certains auteurs le font naître à Bray, mais il s’agit de pure supposition, rien dans les pièces ne justifie cette assertion).

Date de naissance
Interrogatoire de Gilles d’Espringallès, en 1561 déclare que GDB a environ 40 ans.
Autre interrogatoire datant de 1567 précise cette fois que GDB est un homme d’environ 45 ans. GDB est donc né vers 1521/1522.

#### Jeunesse et conversion
Il a été mis en apprentissage chez un peintre verrier. (Mons était connue pour la qualité de ses artistes).
L’ambiance de la famille devait être profondément religieuse, grâce à l’influence de la mère.
Guy de Brès rappelle dans une lettre d’adieu : « vous courriez par la ville de Mons après un certain jésuite italien lequel prêchait par les rues. Vous dites lors « Mon Dieu, Mon Dieu que ne m’as-tu donné un tel enfant pour prêcher ta parole. Vous le dites et Dieu vous exauça. »
Jean Crespin relate que GDB avait été dans sa jeunesse fort adonné aux superstitions papistes.
GDB ne parle pas du moment de sa conversion. Dans la lettre d’adieu à sa mère il écrit en 1567 : je lui ai déjà servi plus de 20 ans et jamais il ne m’a défailli en aucune chose (Braeckman p 37) ce qui fait remonter sa conversion avant 1547 (un peu avant 25 ans).
Il eut, à la suite d’on ne sait quelles circonstances, l’occasion de se procurer une Bible.

Jean Crespin : il parvint par une continuelle lecture des écritures à la vérité des évangiles. Mais Guy de Brès ne nous laisse nulle part un récit de sa conversion, sauf une allusion dans la lettre d’adieu à sa mère. Cette conversion ne fut pas un coup de tête mais le résultat de longues réflexions « quant à mon salut j’ose dire que j’en suis autant studieu qu’homme qui soit et pour cette occasion j’ai goûté toutes les diversités des sectes et doctrines qui sont à la chrétienté au moins que j’ai pu connaître, passant et repassant d’un pays à l’autre, cependant je n’ai pas trouvé aucune doctrine plus certaine et solide, selon mon jugement, que celle que je tiens à présent. »
Aucune archive ne mentionne une activité de GDB comme prédicateur à Mons.
Jean Crespin : cette connaissance, apportant son fruit en sa saison ne fut point reçue ni soufferte entre ceux de sa nation

#### La fuite
Pourtant une communauté réformée existait à Mons en 1548, année où 4 voyageurs arrivèrent à Mons. Il s’agissait de Nicolas Larchier, son épouse Barbe, Augustin Dumarche et sa femme Marion Fournier. Ils venaient de Genève pour aller en Angleterre. Parvenu à Mons Nicolas fut invité à visiter la communauté de Mons. Le prévôt les avait repérés et s’empara de Nicolas Larchier et des 2 femmes près de Tournai. Nicolas Larchier ne révéla rien des réformés de Mons. Il fut brûlé vif à Mons le  22 décembre 1548, Marion fut enterrée vive. Augustin Dumarche fut rattrapé à Beaumont et condamné au bûcher mais Barbe livra les noms des réformés de la ville de Mons : les persécutions amenèrent la disparition de la communauté. Plusieurs purent s’expatrier vers l’Angleterre et l’Allemagne.
Parmi les réfugiés en Angleterre nous trouvons Guy de Brès.

Crespin : Guy donc repartit de Mons après avoir appris le métier de peintre sur verre et se retira à Londres. Ceci se passe en l’an 1548, sous le règne d’Édouard VI d’Angleterre.

L’édit de 1529 contre les réformés était effectivement appliqué à Mons et était suffisamment draconien pour déterminer la fuite des réformés.
La ville anglaise la plus proche était Calais mais avant d’y parvenir il fallait évidemment passer la frontière, équipée dangereuse car tout reformé qui tenait de quitter le pays était très sévèrement puni.
Nous pouvons nous poser la question : pourquoi GDB choisit-il l’Angleterre ? Probablement l’espoir placé dans la personne du roi Édouard VI d’Angleterre que d’aucuns tenaient pour un nouveau roi Josias. Aussi les réformés ont-ils afflué en Angleterre et particulièrement à Londres. Des théologiens réformés s’y étaient retirés et l’archevêque  Mgr Cranmer invitait les réformateurs à se joindre à lui, parmi eux Jean A Lasko.

Par lettres patentes l’Église d’Austin Friars, renommé « temple de Jésus » était destinée au culte des étrangers, estimés au nombre de 15.000, et de langues diverses : Italiens, Portugais, Français, Néerlandais, Allemands… le temple d’Austin Friars fut bientôt insuffisant et laissé à la seule communauté flamande, les francophones s’installaient dans la chapelle de Saint-Antoine. Pendant ce séjour londonien GDB ressentit sa vocation pastorale mais encore devait-il saisir les opportunités de s’instruire. Chaque jeudi la communauté flamande organisait des réunions où chacun pouvait poser des questions sur la prédication précédente. La communauté wallonne organisait des réunions semblables le mardi. Il y avait aussi de véritables cours de théologie : leçons de latin, exégèse de l’Ancien et du Nouveau testament. GDB les a-t-il suivis ? Nous n’avons pas de certitude mais c’est plus que probable.
GDB a rencontré des prédicateurs venus du Piémont, calvinistes et héritiers des Lombards de John Wyclif et des hussites de Jan Hus. Leur Église (Église Évangélique vaudoise d’Italie) descend de Pierre Valdo, de Lyon et a compté parmi ses fidèles la propre mère de saint François d’Assise. C’est cette Église qui a fait traduire la Bible en français par Robert Olivétan. GDB va se situer dans la ligne de cette réforme à la fois calviniste, vaudoise, lombarde et hussite.

#### Retour sur le continent
Après son séjour à Londres il va s’installer à Lille en 1552. Les persécutions se relâchaient aux Pays-Bas tandis que l’avènement de Marie la Sanglante (bloody Mary) sur le trône d’Angleterre le 20 décembre 1553, après le décès d’Édouard VI le 7 juillet 1553, faisant commencer une période de terreur pour les réformés vivants en Angleterre.
La Réforme était apparue à Lille dès 1521. Des luthériens y ont été décapités. À partir de 1542 la persécution s’étendit à Douai. En 1544 le célèbre prédicateur Pierre Bruly était venu annoncer l’Évangile à Lille.
Vu les nombreux émigrés Charles-Quint publia en 1545 un placard : « vous mandons que incontinent faites publier que nul ne s’avance recevoir, loger, traiter ou favoriser aucun desdits fugitifs ni aussi recevoir aucunes lettres de procuration d’eux pour conduire ou administrer leurs biens, négoces ou autres affaires ni pareillement hanter, converser ou communiquer avec eux, ainsi ceux qui les connaîtrons ou sauront les lieux où ils se tiennent seront tenus incontinent les dénoncer au principal officier des lieux de leur résidence. »
À la suite de ce placard plusieurs exécutions eurent lieu.

GDB s’est consacré pendant 4 ans à l’Église de Lille, appelée « la Rose ». Le nom d’un des lieux de prédication nous est parvenu : le « bosquillon de la Haye » à quelques kilomètres d’Armentières.
Jean Crespin nous décrit les premières prédications de GDB « ses premiers commencements étaient simples exhortations qu’il faisait és lieux où il trouvait quelques nombre d’auditeurs, tant petit qu’il fut ».
Plus tard le culte s’organisa selon le modèle réformé.
Lorsque GDB organise une Église il suit le schéma d’organisation prebytéro-synodal (qui fera l’objet d’un article de la Confessio Belgica): la prédication, le consistoire, les diacres élus par l’assemblée de l’Église…et le synode !
La prédication est du ressort du pasteur.
Le consistoire est un conseil (au départ composé exclusivement d’hommes mais aujourd’hui ouvert aux femmes) qui est chargé d’assister le pasteur dans la gestion de l’Église.
Au XVIe siècle il arrivait fréquemment que ce soit le consistoire qui doive célébrer le culte et d’une manière générale remplacer le pasteur dont les Églises étaient souvent privées. IMPORTANT : Les sacrements n’étaient administrés que si un pasteur était présent.

Les diacres (et diaconesses depuis les origines de l’Église) sont chargés de l’assistance aux démunis, aux malades.
Les Églises locales n’étaient pas des communautés isolées et indépendantes : elles s’unissaient au niveau national en un synode, émanation des Églises locales.
Nous y reconnaissons notre organisation dans l’E.P.U.B.
C’est pendant son séjour à Lille que GDB écrit son premier ouvrage important : Le Baston de la Foy, œuvre polémique destinée à contrer un autre ouvrage « le Bouclier de la foy » qui avait été écrit par le chanoine Nicolas Grenier.
GDB devait lutter non seulement contre les menées de l’Église catholique mais également contre son pire cauchemar :  les anabaptistes. Au XVIe siècle le terme « anabaptiste » désignait différents groupes radicaux se donnant pour mission de rebâtir le christianisme en rejetant tout ce qui les avait précédés. On trouvait différents mouvements dans Lille :
- les davidistes : disciples de David Joris ou Jean de Bruges, professant une doctrine panthéiste (tout est Dieu)
- les libertins spirituels appelés libertins, épicuriens, disciples du lillois Coppin. Le groupe était puissant en Belgique.
- les dissimulateurs ou nicodémites : nous dissimulons, disent-ils, et faisons beaucoup de choses contre notre cœur, pour gagner nos prochains et susciter de jour en jour nouvelle semence. Par ce moyen l’Église de conserve et augmente. Autrement elle périrait. (Jean Calvin « excuse à Messieurs les Nicodémites).

Durant le séjour de GDB à Lille la persécution contre les réformés ne s’est pas relâchée. Une famille importante de l’Église était suspecte à l’Inquisition : les Aughier (le père Robert, la mère Jeanne, les fils Martin et Baudechon et les filles Toinette et Mariette). Les hommes furent soumis à la torture pour livrer les noms de leurs coreligionnaires, ce qu’ils ne firent pas. Le père Robert et son fils Baudechon furent brûlés en premier, une semaine plus tard c’était le tour de la mère Jeanne et du fils Martin.

#### Allemagne et Suisse
Selon le récit que nous en a laissé Jean Crespin, GDB était encore à Lille mais vers mars 1556, nombreux furenu ceux qui prirent la fuite parmi lesquels GDB qui se rendit en Suisse pour étudier à Lausanne. Il choisit de passer par l’Allemagne. De Lille à Anvers il dut passer par Gand et ensuite emprunter la voie traditionnelle des marchands : Anvers-Cologne-Francfort où existait une communauté wallonne, une communauté flamande et une anglaise.

Nous pouvons ici relever une intolérance grave dans le monde de la Réforme : les flamands s’étaient d’abord dirigés vers Copenhague mais le roi luthérien Christian III leur refusa l’autorisation de s’y installer. Ils furent également expulsés de Rostock, Wismar et Lübeck. À Hambourg le pasteur luthérien Joachim Westphal refusa ces « martyrs de Satan » qui prirent la direction de Francfort. Là l’Église wallonne était en proie à des dissensions telles que Calvin dut venir lui-même sur place pour résoudre les problèmes. GDB raconte son séjour à Francfort dans « La Racine, source et fondement des anabaptistes » : nous avons qu’il y est resté du 29 mai au 26 octobre 1556, en même temps que A. Lasko, et ajoutons les présence de Jean Crespin et Jean Calvin.
De Francfort GDB s’est dirigé vers Lausanne. L’académie protestante de Lausanne dispensait l’enseignement de l’hébreu, grec, les arts et la théologie.
La journée de l’étudiant à l’académie de Lausanne.
- Avant 6 h. Leçon sur les auteurs classiques grecs
- 6 h. Sermon
- 8h. Arts : Cicéron, Hermogène, Aristote.
- 12h. Repas
- 13h. Grec : Aristote et Platon
- Arts : mathématiques, physique, géographie et astronomie.
- 14h. Théologie : commentaire de l’AT et du NT
- 15h. Hébreu et exégèse biblique.

Disputes publiques le samedi, dispute théologique toutes les 2 semaines.
Professeurs :
- Hébreu : Raymond Merlin
- Grec : Théodore de Bèze
- Théologie : Jean Riblet
- Arts : Eustache du Quesnoy et Jean Tagault.

On pense que GDB a suivi Théodore de Bèze lorsqu’il a quitté Lausanne pour Genève en 1558. L’académie de Genève n’existait pas encore mais de nombreux étudiants venaient écouter les sermons de Jean Calvin dans ses sermons et ses leçons publiques. Même malade Calvin continuait ses leçons dans sa chambre devant un auditoire réduit. De son côté Théodore de Bèze donnait également des cours publics.

#### Retour en Flandres
Vers 1560 GDB de retour de Genève épouse Catherine Ramon. Ils ont eu cinq enfants. Nous ignorons ce que ses enfants sont devenus.
L’Église de Tournai (surnommée La Palme) est une des plus anciennes Églises réformées de Belgique. Les livres de Luther, traduits en français circulaient dans la région et l’évêque Charles de Croy, nommé en 1523, en a été absent pendant 13 ans. La peine de mort a été régulièrement appliquée aux réformés après 1541. En 1544 Pierre Bruly prit en charge les communautés de Tournai, Valenciennes, Lille, Douai et Arras mais fut arrêté 2 mois plus tard et exécuté le 19 février 1545.
De 1560 à 1561 GDB a exercé un ministère itinérant autour de ces mêmes communautés de Valenciennes, Lille, Douai et surtout Tournai.
À Lille il reprend en main l’Église de La Rose.
À Valencienne il regroupe une petite communauté.
À cette époque il circulait sous le pseudonyme de Jérôme et changeait de vêtements. On en a donné deux signalements :
- 40 ans, haut de stature, visage pâle et maigre, barbe rousse et manteau à col rabattu.
- 36 à 40 ans, haut de stature, visage long, pâle et maigre, barbe tirant vers le roux et manteau avec chapeau, longue robe et toque.

À Tournai il bénéficie d’un assistant en la personne de François Varlut. Il habitait dans la paroisse Saint-Brice et avait 2 logements le long des remparts, il évitait de sortir avant la nuit. GDB prêchait, administrant les sacrements de la cène et du baptême.
Les chanteries.
Les 29 et 30 septembre 1561 entre 8 et 10h du soir, 600 à 700 personnes chantent des psaumes en français dans les rues de Tournai. Chaque chanterie se terminait par une allocution. Il va de soi que l’inquisition a recherché les responsables : ils purent trouver le domicile de Robert du Four, natif de Blandin et 53 personnes furent arrêtées, emprisonnées, torturées et plusieurs furent exécutées.
GDB s’était abstenu de participer aux chanteries et même désavouait ce mouvement : « c’était mal fait d’avoir chanté et que ce n’était fait de son avis et qu’il en pourrait advenir du mal »
Fidèle aux principes de la Réforme GDB était opposé aux démonstrations de force.

#### La Confessio Belgica
Pendant son séjour à Tournai, GDB a publié la Confessio Belgica ou Confession de foi Belge qui compte parmi les principales confessions de foi réformées.
L’idée de rédiger une confession de foi remonte à la rédaction du « Baston de la Foy » : remarquant que l’inquisition confondait réformés et anabaptistes. GDB eut l’idée de réunir les articles de la foi réformée qui étaient parfaitement orthodoxes en ce sens qu’on pouvait les trouver déjà dans les écrits des pères de l’Église. La Confessio Belgica reçut sa forme définitive en 1561 et fut publiée anonymement.

En 1582 Thomas van Thielt, collègue de Jean Taffin (ami de GDB) écrivait à Arnold Cornélius « j’ai parlé à Taffin de la Confession, laquelle il a dit avoir été rédigée par GDB ».
Adrien de Saravia en a témoigné dans une lettre du 13 avril 1612 adressée à Uytenbogaert :  j’avoue être un des premiers auteurs de cette confession ainsi qu’Herman Moded…elle fut mise pour la première fois en français par Guy de Brès.
Pour faire parvenir ce texte au roi GDB choisit de faire déposer un paquet contenant le livret ainsi qu’une lettre adressée aux commissaires de la gouvernante Marguerite de Parme.
La gouvernante donna l’ordre d’appréhender auteur et distributeurs du livret.
Le 10 janvier 1562 un début d’incendie permit de découvrir le logis de GDB, lequel étant introuvable fut brûlé en effigie.
Il s’était réfugié en France, à Amiens. L’avènement du roi Charles IX avait amené un peu de détente pour les réformés. Certains célébraient même le culte publiquement mais des catholiques s’en sont pris à eux : le pasteur fut arrêté mais comme il n’a pu être identifié il a été relâché. GDB circulait alors sous deux pseudonymes : maître Jérôme et Augustin du Mont.
Le culte réformé étant une nouvelle fois interdit en 1562 GDB suivit l’exode à Dieppe.

#### Sedan
Le 3 mai 1563 des chanteries éclatent à nouveau à Tournai et le lendemain des prêches sont présidés par 3 prédicateurs dont GDB.
À cette période GDB résidait à Sedan où il était chapelain du duc Henri-Robert de la Marck.
Le prince de Sedan et duc de Bouillon avait accordé le libre exercice des cultes protestants et catholiques. GDB fut chargé d’une mission historique auprès de Guillaume d’Orange-Nassau pour le projet d’union des luthériens et des catholiques.
Guillaume d’Orange respectait les personnes et s’intéressait à leurs idées. Dans sa lutte contre l’Espagne il voulait réunir catholiques, luthériens et calvinistes mais, reconnaissant son ignorance du calvinisme, avait fait appel à des théologiens pour mieux cerner leur point de vue. Le prince était en proie au rêve, aujourd’hui encore irréalisé, de réunir luthériens et calvinistes. Guillaume d’Orange s’est entouré d’hommes qui consacraient leurs efforts à l’établissement de la paix religieuse. Parmi eux nous trouvons Cassiodora de Reina, premier traducteur de la Bible en espagnol. Deux autres réformés ont participé aux démarches de Guillaume d’Orange : Marnix de Sainte Aldegonde et Guy de Brès.
Ce projet de réunir calvinistes et luthériens a échoué malgré les efforts de GDB pour convaincre des pasteurs calvinistes que le Christ était réellement présent dans le pain et la coupe de la cène.
C’est à Sedan que GDB rédige trois ouvrages :
- Oraison au Seigneur.

C’est une prière au nom des réformés des Pays-Bas. Le texte est anonyme mais le professeur Lindeboom l’a attribué à GDB.
N’a-t-on pas vu Seigneur (ceci s’est vu à Tournai et Valenciennes) en ce peuple tant de pauvres gens, qu’hommes, que femmes, que filles et jeunes enfants, comme affamés, sans conduite aller par troupes publiquement se repaissant de chants de Psaumes en chansons et quelques lectures de Prières ? Les autres sortir des villes, courant par fanges et mauvais chemins, femmes enceintes et autres qui allaitaient leurs enfants, délaisser leurs maisons pour être réfectionnés d’une exhortation quelque petite ou maigre et de qui qu’elle fut ? … Comme bien de fois est-il passé parmi ceux qui étaient à gages de prêtres et moines pour les détruire ? Il ne leur a resté sinon de passer par la gorge des loups ; et as permis qu’aucuns de tes bons serviteurs aient été mordus et meurtris des dents des chiens enragés. (Oraison p175-176)
- histoire notable d’Olivier Bock et Christophe Fabri.

Le 2 juillet 1564 le pasteur Fabri, d’Anvers, et le professeur Olivier Bock, de l’université d’Heidelberg étaient arrêtés. Le professeur Bock fut relâché sur intervention de l’Électeur Palatin mais mourut des mauvais traitements reçus en prison.
Christophe Fabri fut brûlé vif le 4 octobre 1564. La mort fut particulièrement cruelle. Le bourreau lui avait préalablement fendu la tête et enfoncé une dague dans le dos alors que la population voulait le délivrer.
Le patient fut donc posé sur des chaînes, l’une des jambes pendant dans le feu, et l’autre dehors, fut longtemps en cette peine, à cause du petit feu, lequel brûlait plus de la graisse du patient que du bois qui y était … On le vit longtemps vivre dans le feu, branlant la tête, mouvant les lèvres et la bouche, et haussant ses mains jusques à ce que finalement il tomba en terre la tête au feu, où il rendit heureusement son esprit és main du Seigneur. (Histoire notable p190-191)
Le récit fut rédigé en néerlandais et une traduction en français fut faite par GDB.
- La Racine, source et fondement des anabaptistes.

Dans le calme à Sedan GDB trouve le temps de contrer les anabaptistes, son véritable cauchemar, par un ouvrage volumineux : « La Racine… »

#### Les dernières années
En juillet 1566 GDB quitte Sedan pour revenir aux Pays-Bas.
En avril 1566 avait été signé le « compromis des nobles ».
Les confédérés acceptèrent un accord le 23 août. Mais cet accord n’était qu’un leurre ! dans une lettre qu’elle adresse à l’évêque de Liège la gouvernante explique : Entre tant de maulx il y a une chose bonne : que S.M n’y a consenti ny par conséquent n’est obligée à chose que ce soit…
À Anvers GDB remplace le pasteur François du Jon. Son séjour fut de courte durée : il quitte Anvers pour Lille, Tournai et finalement Valenciennes, ville frontière où s’était formée une communauté réformée en 1527. En 1544 le prédicateur Pierre Bruly s’y était réfugié, il fut malheureusement arrêté à Tournai. Son arrestation entraîna des enquêtes aussi à Valenciennes, ce qui porta un coup dur à cette Église de L’Aigle.
Alors que GDB était pasteur de l’Église de la Rose (Lille), il avait déjà eu des contacts avec l’Église de Valenciennes. Il y revient le 9 août 1566 et préside son premier culte le lendemain. Un mouvement iconoclaste atteint Valenciennes le 24 août (samedi), le 25 les réformés s’emparent de 3 églises catholiques, dès lors GDS officie à l’église Saint-Jean.
Qu’était ce mouvement qui prit naissance entre Roubaix et Dunkerque le 10 août et atteignit Tournai le 24 août avant de se propager à Valenciennes ?
Pour l’opinion catholique et encore jusqu’à maintenant pour certains, on n’y a vu qu’un mouvement de brigands qui a détruit des œuvres d’art de valeur inestimable.
On peut toutefois se poser la question de la provocation.
Marnix de Sainte-Aldegonde écrit « il y a grandes conjectures et indices fort apparens que les prestres mesmes ont imaginé ceste ruse, esperans d’iriter le magistrat contre ceux de la religion (Marnix : "Vraye narration")»
D’autres mémoires anonymes ajoutent « Iceulx rompeurs disant qu’ilz en avaient le povoir d’enhaut, montranz certaines lettres qui par après furent treuvez faictes à poste. »
Plusieurs indices donnent à penser à une provocation, mais la vague put aussi être préméditée et orchestrée par les éléments les plus intransigeants des calvinistes.

Revenons aux troubles à Valenciennes.
Le 26 août les nobles confédérés apportent des lettres de la gouvernante qui autorise le culte réformé « és lieux où de fait se font les prêches »
Que voulait dire cette phrase ? La lettre de la gouvernante datait du 23 août : la gouvernante voulait alors dire qu’elle autorisait les cultes réformés en dehors de la ville, les réformés l’ayant reçue le 26 (après s’être emparés de 3 églises !) considérèrent qu’ils pouvaient célébrer le culte en ville.
Le conflit va s’envenimer entre Réformés et autorités.
Dans les rangs des réformés se sont formés deux groupes :
- les modérés, sous la conduite de GDB
- les radicaux, sous la conduite de Pérégrin de la Grange.

Sans entrer dans les détails du conflit nous savons qu’il aboutit à un ultimatum de la gouvernante le 21 octobre, exigeant la soumission à sa lettre du 23 août.
GDB alléguant que la parole de Dieu était aussi valablement prêchée hors les murs qu’à l’intérieur de la ville parvint à convaincre les Réformés à accepter l’accord… Cependant le dimanche 17 novembre GDB annonça la distribution de la cène pour le 24 novembre en l’église Saint-Géry.
Les lieux de culte hors les murs n’avaient pas encore été définis, aussi Noircarmes voulut-il les désigner de façon expéditive mais les réformés refusèrent ces décisions prises à la hâte.
La réaction de Noircarmes fut alors d’interdire la célébration de la cène. Une émeute populaire éclata le 23 novembre que les pasteurs parvinrent à calmer. La ville de Valenciennes, dont la majorité des habitants étaient de religion réformée, se mit en état de défense. La gouvernante répliqua à son tour par un placard du 13 décembre mettant les Valenciennois au ban du royaume.
La cène fut célébrée dans une ville en état de siège le premier dimanche de 1567. Une dernière négociation du 14 au 16 mars échoua.
Le 23 mars 1567 (fête des rameaux) Noircarmes pénétra dans Valenciennes : les réformés avaient tenu un siège de 4 mois. Ils allaient le payer cher. Ce même jour GDB célébra son dernier culte en l’église Saint-Géry sous les bombardements.
Le vendredi saint il réussit à quitter Valenciennes en compagnie de Michel Herlin, Jean Wallet, Jacques du Rieu et Pérégrin de la Grange. Ils sont arrêtés à Rumegies. Jacques du Rieu parvient à s’évader, Jean Wallet sera décapité 2 ans plus tard le 18 janvier 1569.

Emprisonné à Tournai GDB reçoit des visites de curieux et curieuses avec lesquels il converse.
Le vendredi 11 avril 1567 GDB est ramené à Valenciennes au terme d’un voyage éprouvant, jambes enferrées, mains liées. Il est incarcéré dans une prison infecte, véritable trou à rats.
C’est là qu’il écrit un Traité de la cène et de la messe sous la forme d’une lettre adressée à l’enlise de Valenciennes. Cette rédaction, dans les conditions où il était emprisonné, prouve sa haute érudition. Il écrit également des lettres d’adieu à sa femme et à sa mère.
Le 31 mai le prévôt annonce que GDB et Pérégrin de la Grange seraient pendus, châtiment infâme destiné aux bandits de grand chemin, la gouvernante l’avait exigé : Les sectaires abhorrent principalement cette forme de supplice qu’ils tiennent infâme, honteux et détestable comme propre et destiné à voleurs, larrons et brigands (lettre de Marguerite de Parme)
GDB déclare aux autres prisonniers :
Mes frères je suis aujourd’hui condamné à la mort pour la doctrine du fils de Dieu, loué en soit-il, j’en suis fort heureux. (dernières heures de GDB racontées par un co-détenu.
Le jour de l’exécution un mouvement de foule eut pour conséquence que les soldats firent feu et tuèrent 8 personnes. Les corps restèrent pendus jusque l’après-midi après quoi ils furent enterrés au mont d’Anzin, si peu enfouis que les corps furent la proie des bêtes des champs.
Trois mois plus tard le tristement célèbre duc d’Albe faisait son entrée à Bruxelles.
En 1568 le Conseil du Sang et le Saint-Siège condamnaient à mort tous les habitants des Pays-Bas.
- Émile Braekman & Jean-François Gilmont, « Les écrits de Guy de Brès » dans Annales de la Société d'Histoire du Protestantisme Belge, série V / livre 8 (1971), p. 265-275
- Émile Braekman, « Guy de Brès et les réformés des Pays-Bas à l'heure du choix : Évêque ou Synode ? » dans Bulletin de la Société Royale du Protestantisme Belge, no 108 (1992)  (ISSN 0773-8269)
- Émile Braekman, « Guy de Brès, réformateur montois » dans Haynau - Revue d'histoire religieuse du comté et de la province de Hainaut, no 7 (septembre 1993)
- Philippe Laurent, Présentation et discussion de la doctrine du baptême de Guy de Brès, Faculté libre de théologie évangélique de Vaux-sur-Seine (mémoire de maîtrise en Théologie), Vaux-sur-Seine, 1994, 198 p.
- Philippe Laurent, « Histoire de la Réforme en Belgique » dans Théologie évangélique, 3/3 (2004), p. 205-224  (ISSN 1635-3021)
- Daniel Ollier, Guy de Brès : étude historique sur la Réforme au Pays Wallon, Librairie Sandoz et Fischbacher, Paris, 1883

## Note
1. ↑  Le texte fut d'abord écrit en français sous le titre Confession de foy; peu après, il fut traduit en latin sous le titre Confessio Belgica : l'œuvre est surtout connue sous le titre latin (une version néerlandaise fut aussi rapidement traduite : Belydenisse des gheloofs).
2. ↑  Émile-Guillaume Léonard, Histoire générale du Protestantisme, Presses Universitaires de France